# Issei Sagawa
Issei Sagawa (26. dubna 1949 Kóbe, Japonsko – 24. listopadu 2022) byl muž japonské národnosti, který 11. června 1981 zavraždil holandskou studentku Renée Harteveltovou, jejíž tělo poté brutálně zmasakroval a některé části snědl. Po propuštění z vězení se stal v Japonsku díky svému činu populární. Jednu dobu se živil tím, že prodával své knižní publikace, a to díky velkému zájmu ze strany veřejnosti.

## Mládí
Sagawa se narodil v Kóbe zámožným rodičům. Byl narozen nedonošený, údajně tak malý, že ho jeho otec mohl nosit na dlani své ruky. Ihned po porodu u něj byla diagnostikována enteritida (zánět tenkého střeva). Nakonec se zotavil díky poskytnutí injekcí s fyziologickým roztokem.
V roce 1977 (28 let) Sagawa emigroval do Francie s cílem získat titul Ph.D. v literatuře na Pařížské univerzitě (tehdejší Sorbonna).

## Zločin

### Vražda Harteveltové
Renée Harteveltová byla studentka a Sagawova spolužačka na Sorbonně. V červnu 1981 Sagawa Harteveltovou pozval na večeři do svého bytu. Jako výmluvu uvedl, že potřebuje pomoc s překladem německé poezie. Poté, co Harteveltová dorazila, byla požádána, aby začala předčítat básně. Sagawa k ní zezadu přistoupil a střelil ji puškou do krku. V ten moment začal uskutečňovat plán s cílem sníst svou oběť. Nejdříve se pokusil zakousnout do jejích zadních partií; to vedlo k neúspěchu a proto se později vydal zakoupit řeznický nuž. Sagawa při zatčení uvedl, že si Harteveltovou vybral kvůli jejímu zdraví a kráse; vlastnosti, které, jak on věřil, postrádá. Sagawa popsal sám sebe jako slabého, škaredého a neschopného mrňouse (jeho výška byla 152 cm). Tvrdil, že chtěl tímto činem absorbovat její energii.
Sagawa uvedl, že omdlel díky šoku, který protrpěl, když Harteveltovou zastřelil. Probral se však s uvědoměním, že má před sebou úkol, který je třeba vykonat, a tak také učinil. Začal se zadními partiemi a stehny, předtím však ještě souložil s mrtvým tělem. Při výslechu vyjádřil svůj údiv nad barvou lidského tuku, který měl podle něj kukuřičné zabarvení. Po dva dny Sagawa konzumoval rozličné části těla. Řekl, že chuť masa by se dala připodobnit k syrovému tuňáku. Zmasakrovaného těla se Sagawa pokusil zbavit v odlehlém jezeře, byl při tom však spatřen a později zadržen francouzskou policií. Ta našla v jeho mrazáku části zesnulé oběti. Sagawův bohatý otec poskytl právníka na synovu obhajobu. Po dvouletém zadržování bez soudního procesu byl Sagawa shledán duševně labilním, tím pádem nezpůsobilý pro stanutí před soudem. Soudce Jean-Louis Bruguière vynesl verdikt a nařídil, aby byl Sagawa držen v ústavu pro choromyslné, a to po dobu neurčitou. Japonský spisovatel Inuhiko Yomota se vydal Sagawa navštívit a získat informace o jeho zločinu. Sagawaho vylíčení celé události bylo vydáno v Japonsku pod názvem In the Fog (volně přeloženo: V mlze). Sagawaho pozdější publicita a zvrácená proslulost zřejmě přispělo k rozhodnutí o jeho extradici do Japonska. Okamžitě po svém příjezdu byl eskortován do nemocnice, kde byl podroben psychologickému vyšetření. Všichni vyšetřující psychologové ho prohlásili za duševně příčetného. Uvedli, že sexuální perverze byla jediným motivem pro vraždu. Japonské autority ho nebyly schopny z právního hlediska zadržet, poněvadž francouzská státní správa odmítla vydat soudní materiály (které jsou dosud tajemstvím), s tvrzením, že případ byl ve Francii již uzavřen. Výsledkem bylo, že Sagawa se 12. srpna, 1986 odhlásil z ústavu pro choromyslné a stanul tak na svobodě.
Jeho svoboda byla mnohými zpochybňována a kritizována.

### Život po propuštění
Sagawa žil v Tokiu. Někteří Japonci ho považují za celebritu, i když pouze v omezené míře. Byl častým hostem různých diskuzních pořadů mezi roky 1986 a 1997. Napsal také několik gastronomických recenzí pro japonský magazín Spa. V roce 1992 se objevil ve filmu Uwakizuma: Chijokuzeme (Nevěrná žena: potupná pomsta) jako sadomasochistický voyer. Společně s knihami pojednávajícími o vraždě Harteveltové, Sagawa sepsal titul s názvem Shonen A. Příběh mapuje skutečnou událost, ke které došlo v roce 1997 ve městě Kobé, kde 14letý chlapec zabil dvě osoby. Jednou z nich byl 10letý žák zvláštní školy, kterého Shonen A, jak byl nazýván médii, dekapitoval.
Navzdory několika příležitostem, kdy Sagawa pracoval na volné noze, není dnes schopen sehnat vydavatele, který by jeho díla publikoval. Sagawa navštívil a byl následně vyhozen z více než 500 zaměstnaneckých pozic. Jedna jazyková škola francouzštiny se dokonce rozhodla Sagawa najmout, neboť byla ohromena, že se nebál použít v žádosti o zaměstnání své pravé jméno. Z toho nakonec sešlo, protože pobouření zaměstnanci školy byli proti. V roce 2005 zemřeli jeho rodiče, když se Sagawa pokusil navštívit pohřební ceremoniál, byl z něj vykázán. Sagawa poté splatil dluhy, které po rodičích zůstaly, a přestěhoval se do obecního bytu. Nějakou dobu pobíral sociální dávky, pak byl však nucen hledat si práci. V interview pro magazín Vice v roce 2009 uvedl, že trpí sebevražednými myšlenkami. Řekl, že marné pokusy o nalezení práce a fakt, že je známým vrahem a kanibalem, je pro něj úděsný trest.

## Populární kultura
- V roce 1986 natočil režisér Olivier Smolders krátkometrážní film s názvem Adoration (volně přeloženo: Obdiv), který líčí Sagawův příběh.

- V roce 2007 vydala stanice Viasat Explorer 47minutový dokument s názvem Cannibal Superstar.

- V roce 2010 televizní společnost VBS.tv vytvořila krátký dokument s názvem: VBS Meets: Issei Sagawa.

- Drone/metalová kapela Gnaw Their Tongues vydala v roce 2007 své extended play album s názvem Issei Sagawa. Texty písní popisují zločin, který Sagawa spáchal.

- Písnička Too Much Blood od skupiny The Rolling Stones je taktéž o Sagawově činu.

- Sagawův příběh inspiroval skupinu Stranglers pro sepsání písně La Folie (1981)